# Amins hus
Amins hus är ett hus i Esfahan i Iran. Det uppfördes under Qajardynastin.